# Phleum pratense
Il fleo (Phleum pratense L.), anche noto come coda di topo, codina, erba codolina, fleolo, erba timotea, è una pianta della famiglia delle Poacee.

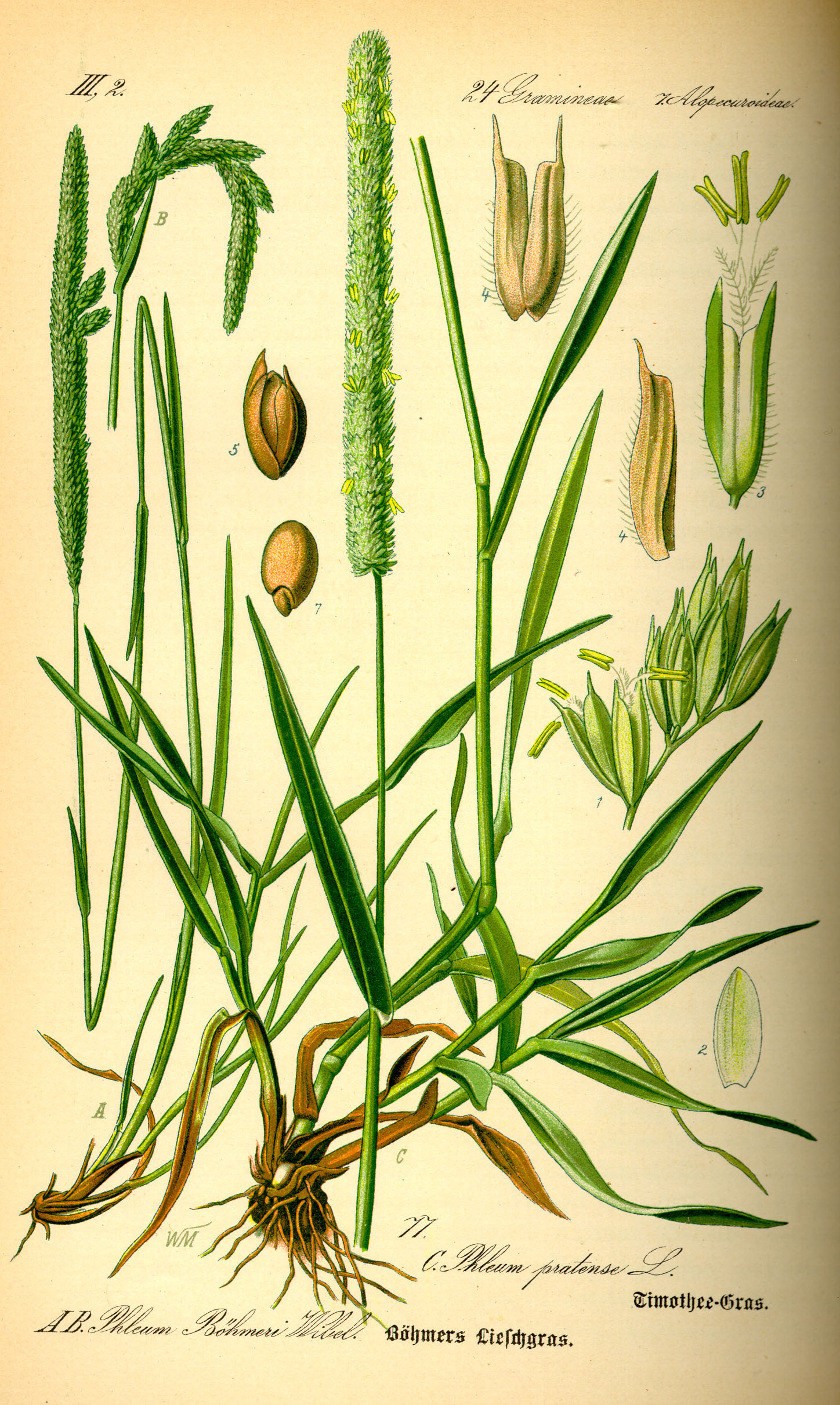
Tavola botanica

È usato nell'alimentazione del bestiame.
Secondo il metodo scandinavo di calcolo dell'energia fornita dagli alimenti zootecnici, creato in Danimarca nel 1880 cui oggi sono preferiti metodi più sofisticati, l'energia contenuta in un kg d'orzo standard o in 2,5 kg di fieno di un prato polifita ricco di Phleum pratense rappresentava l'unità di riferimento, detta unità foraggera o UF.
Il polline di fleo è uno dei principali responsabili dell'allergia da polline.